# Мирный (Задонский район)
Мирный — посёлок в сельском поселении Скорняковский сельсовет Задонского района Липецкой области.
Раньше посёлок имел название деревня Обе́дище. Однажды владелец села Скорняково рассердился на некоторых своих крестьян и выселил их в самую дальнюю и бедную часть своего владения. Из-за этого деревня всегда относилась к церковному приходу села Скорняково, до которого 7 км, хотя менее чем в 1 км была церковь в селе Гагарино.

## Население
| 2010 |
| ---- |
| 31   |